# Врата рая (фильм, 1978)
«Врата рая» или «Врата небес» (англ. Gates of Heaven) — независимый документальный фильм 1978 года, режиссёрский дебют Эррола Морриса.

## Сюжет
Лента рассказывает о бизнесе по созданию и поддержанию кладбищ для домашних животных. Рассказывается о двух таких кладбищах в Калифорнии. Одно из них, основанное Флойдом Макклуром, было закрыто, а все 450 захороненных там питомцев перемещены в другое место — на кладбище «Журчащий родник» (Bubbling Well Pet Memorial Park), успешно управляемое Джоном Харбертсом и его сыновьями. Повествование построено исключительно на интервью участников, закадровый комментарий отсутствует.

## О фильме
Создание фильма сопровождалось рядом трудностей. Съёмки велись весной и летом 1977 года на деньги, которые Моррис одолжил у родных и друзей. Во время работы Моррис сменил несколько операторов из-за творческих разногласий. Премьера картины состоялась в 1978 году на Нью-Йоркском кинофестивале.
Тематика фильма была столь необычной, что известный режиссёр Вернер Херцог поспорил, что съест свою туфлю, если Моррис закончит работу и выпустит картину на экраны. После премьеры Херцогу пришлось исполнить своё обещание, что было изображено в короткометражке «Вернер Херцог ест свою туфлю».
Лента не только дала старт успешной карьере Морриса в кино, но и считается классической и регулярно попадает в списки лучших фильмов. Так, в 1991 году Роджер Эберт включил её в свой список десяти величайших фильмов, отметив, что режиссёр снял «фильм о жизни и смерти, гордости и позоре, обмане и предательстве, а также об упрямой причудливости человеческой натуры».